# Kimberly Cheatle
Kimberly A. Cheatle (ur. 1970/1971) – amerykańska funkcjonariuszka organów ścigania, dyrektorka United States Secret Service w latach 2022–2024. 

## Młodość i edukacja
Cheatle urodził się w Hinsdale w stanie Illinois, dorastała w Danville w stanie Illinois. Jest absolwentką Eastern Illinois University, gdzie ukończyła studia z socjologii ze specjalizacją w sądownictwie karnym.

## Kariera
Cheatle dołączyła do Secret Service w 1995 roku. Brała udział w ewakuacji wiceprezydenta Stanów Zjednoczonych Dicka Cheneya podczas ataków z 11 września i kierowała ochroną Joe Bidena za administracji Baracka Obamy.
W latach 2019–2022 Cheatle pełniła funkcję starszej dyrektorki ds. globalnego bezpieczeństwa w PepsiCo.
Kierowała Secret Service podczas zamachu na Donalda Trumpa 13 lipca 2024 roku. Podała się do dymisji 23 lipca 2024 r. w związku z ujawnionymi podczas jej przesłuchania w Kongresie licznymi zaniedbaniami.